# 哈通科查湖
8°55′41″S 77°39′33″W / 8.92806°S 77.65917°W
哈通科查湖（Jatuncocha），是秘魯的湖泊，位於該國北部安卡什大區，處於基塔拉胡山和卡拉斯山之間的布蘭卡山脈地區，尤拉克馬約河流經該湖泊。